# Norvela Forster
Norvela Forster (n. 25 iulie 1931 – d. 30 aprilie 1993) a fost un om politic britanic, membru al Parlamentului European în perioada 1979-1984 din partea Regatului Unit. 
1. ↑  Deputații în Parlamentul European